# Поколение пятидесятников
Поколение пятидесятников (малайск. Angkatan Sasterawan 1950 — ASAS-50) — литературное объединение малайских писателей: Усман Аванг, Крис Мас, Асраф, Масури С. Н., Абдул Самад Саид и др., группировавшихся вокруг журнала «Мастика» (Талисман) и газеты «Утусан Заман» (Вестник эпохи) и выступавших под лозунгом «искусство для общества». Создано 6 августа 1950 в Сингапуре.
В меморандуме, с которым выступили в 1952 году на Третьем конгрессе малайского языка и литературы Усман Аванг и Крис Мас, отмечалось: «С первого дня своего существования Поколение писателей-пятидесятников в своей деятельности… руководствовалось твёрдым убеждением, что язык и литература являются средством сплочения народа в борьбе за освобождение, а также способом развития народного сознания в соответствии с идеалами общественной справедливости, процветания, безопасности и мирной жизни».
В деятельности объединения принимали участие литераторы Брунея, получившие образование в Педагогическом колледже им. султана Идриса в Танджунг-Малиме (Малайя).
В настоящее время объединяет только малайских писателей Сингапура.